# سیارک ۶۸۴۴
سیارک ۶۸۴۴ (به انگلیسی: 6844 Shpak، نامگذاری:1975VR5) شش هزار و هشتصد و چهل و چهارمین سیارک کشف شده‌است که در ۳ نوامبر ۱۹۷۵ کشف شد.
قدر مطلق سیارک برابر ۱۳٫۸۰ است.